# Myrcianthes orthostemon
Myrcianthes orthostemon är en myrtenväxtart som först beskrevs av Otto Karl Berg, och fick sitt nu gällande namn av Grifo. Myrcianthes orthostemon ingår i släktet Myrcianthes och familjen myrtenväxter. Inga underarter finns listade i Catalogue of Life.